# Marie Oberparleiter

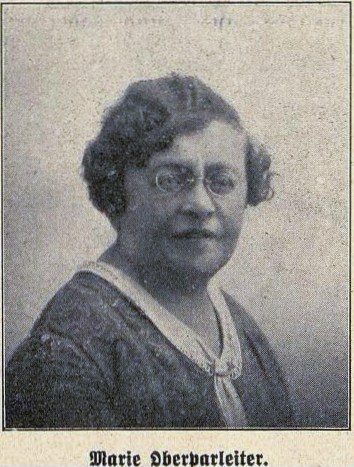
Marie Oberparleiter

Marie Oberparleiter (* 28. Januar 1876 in Kaplitz; † 6. Dezember 1954 in Steyr) war eine Schriftstellerin und Lehrerin. Sie schrieb auch unter dem Pseudonym Marianne Ernhold.

## Leben
Oberparleiter war eine Tochter des Lehrers, Schriftstellers und Musikers Ignaz Oberparleiter. Sie besuchte zuerst in Kaplitz die Volksschule und sodann in Wien die Bürgerschule. Im Jahr 1892 kam sie an die Privat-Lehrerinnen-Bildungs-Anstalt in Budweis und legte im Juni 1896 die Reifeprüfung an der öffentlichen Lehrerinnenbildungsanstalt in Prag ab.
Bereits vom 1. September 1896 an erhielt sie die Unterlehrerinnenstelle an der gemischten Volksschule in Pflanzen bei Kaplitz, wo sie vier Jahre wirkte. Im Jahr 1900 wurde sie an die Volksschule ihrer Heimatstadt Kaplitz versetzt. Im Jahr 1911 beendete sie krankheitshalber ihre Tätigkeit als Lehrerin.
Sie veröffentlichte in verschiedenen Zeitschriften und in Buchform und wurde bald eine gesuchte Autorin. Durch die Vertreibung der Deutschen aus der Tschechoslowakei kam sie nach Oberösterreich, wo sie 1954 verstarb.
Ihr Nachlass befindet sich im Böhmerwaldmuseum in Passau.

## Werke
- Golgatha, Verlag Vogel in Leipzig (1917)
- Verzeihe mir, Otto Uhlmann-Verlag, Siegmar-Chemnitz (1918)
- Die Augen der Pegu, Dresden-A.: Mignon-Verlag 1920
- Sein goldig blondes Mädl, Heidenau bei Dresden: Verl. Haus Freya (1931)
- Tante Sibylles Erbin, Heidenau: Verlagshaus Freya (1932)
- Der süße Fratz, Heidenau: Verlagshaus Freya (1932)
- Du meine bitter süße Heimat, Verlagsanstalt „Moldavia“ (1936)
- Die hässliche Herrin auf Rodeneck, Romane zur Freude/Bd. 3 (1939)
- Licht und Schatten:
- Treue:

- Grete Lindners Reiseschwarm:

- Das Glückslos:

- Gedichte: https://www.kohoutikriz.org/autor.html?id=oberpa